# Prozesskompensierte Resonanzprüfung
Die prozesskompensierte Resonanzprüfung (Process Compensated Resonance Testing, PCRT) ist ein vollautomatisches, zerstörungsfreies Prüfverfahren (Non Destructive Testing, NDT), das sichtbare und unsichtbare Fehlerursachen an sicherheitsrelevanten und ausfallkritischen Bauteilen erkennt; diese strukturell auf ihre Funktion hin überprüft und die Schädigungsstärke quantitativ bewertet.
PCRT vereint die Vorteile der Resonanz-Ultraspektroskopie (RUSPEC; wie elastisch ist ein Körper?) mit der patentierten Vibration Pattern Recognition (VIPR; welche Defekte führen zu funktionalen Beeinträchtigungen?). So ist es möglich, in hochkomplexen Produktionsprozessen Funktionsbeeinträchtigungen und Schadenstärke eines Bauteils zu überprüfen und quantitativ zu bewerten.
PCRT trifft Aussagen über die physikalischen Eigenschaften eines Bauteils (Festigkeit) und nicht nur über dessen visuelle Indikation. Dafür werden die Resonanzmuster der Bauteile ausgewertet. Von anderen Resonanzverfahren unterscheidet sich PCRT dadurch, dass es Prozessvariationen, die zu einer Verschiebung der Resonanzmuster führen können, kompensieren kann. Das führt zu eindeutigen, belastbaren Resultaten, die die Prüfqualität und -sicherheit erheblich verbessern. Mithilfe der integrierten VIPR-Software unterscheidet PCRT sicher zwischen Pseudofehlern und echten Defekten und erkennt darüber hinaus, inwiefern die Funktion des Bauteils beeinträchtigt ist. PCRT-Ergebnisse sind wiederhol-, quantifizier- und nachweisbar. Die Prüfungsbewertung ist völlig unabhängig von der menschlichen Qualitätseinschätzung. 
PCRT wird in der Produktion von Eisen-, Nicht-Eisen-, Aluminium-, Keramik- und Kompositwerkstoffen eingesetzt. Weltweit hat das prozesskompensierte Resonanzprüfverfahren (Process Compensated Resonance Testing, PCRT) bereits mehr als 150 Millionen Bauteile in der weltweiten Gieß-, Schmiede- und Sintertechnik sowie Löt- und Schweißverbindungen erfolgreich getestet. Die US-Flugaufsichtsbehörde FAA hat das Verfahren zur Übertemperaturprüfung von Turbinenschaufeln zugelassen. Das Verfahren ist weltweit durch 12 Patente geschützt und im ASTM E2534-10 der ASTM International (American Society for Testing and Materials) standardisiert. Es kommt vor allem in der Automotive-, Luftfahrt- und Turbinenindustrie sowie der Medizintechnik zum Einsatz.